# Свердловское городское поселение
Свердло́вское городско́е поселе́ние — муниципальное образование в составе Всеволожского района Ленинградской области.
Административный центр — пгт им. Свердлова.

## Географические данные
- Общая площадь: 11 547 га
- Расположение: южная часть Всеволожского района
- Граничит:
  - на севере — с Заневским городским поселением
  - на северо-востоке — с Колтушским городским поселением

По территории поселения проходят автодороги:
- А118 (Кольцевая автомобильная дорога вокруг Санкт-Петербурга)
- Р21 (часть E 105) «Кола» (Санкт-Петербург — Петрозаводск — Мурманск)
- 41К-078 (Санкт-Петербург — Всеволожск)
- 41К-307 (Карьер-Мяглово — Кузьминка)
- 41К-312 (Посёлок имени Свердлова — Маслово)
- 41К-327 (спецподъезд № 22)

Расстояние от административного центра поселения до районного центра — 37 км.

## История
Свердловское городское поселение образовано 1 января 2006 года в соответствии с областным законом № 17-оз от 10 марта 2004 года.

## Население
| 2006    | 2010    | 2011    | 2012    | 2013    | 2014    | 2015    |
| ------- | ------- | ------- | ------- | ------- | ------- | ------- |
| 10 400  | ↗10 577 | ↗10 585 | ↗10 659 | ↗10 996 | ↗11 630 | ↘11 503 |
| 2016    | 2017    | 2018    | 2019    | 2020    | 2021    | 2023    |
| ↘11 257 | ↗11 665 | ↗12 143 | ↗12 521 | ↗12 954 | ↗14 246 | ↗14 260 |
| 2024    | 2024    |         |         |         |         |         |
| ↗14 392 | ↗15 092 |         |         |         |         |         |

## Состав городского поселения
В состав городского поселения входят 10 населённых пунктов:
| №  | Населённый пункт   | Тип населённого пункта | Население      |
| -- | ------------------ | ---------------------- | -------------- |
| 1  | Большие Пороги     | деревня                | →128 (2017)    |
| 2  | имени Свердлова    | городской посёлок      | ↗12 816 (2025) |
| 3  | Красная Заря       | посёлок                | ↗101 (2017)    |
| 4  | Кузьминка          | деревня                | →9 (2017)      |
| 5  | Маслово            | деревня                | ↗34 (2017)     |
| 6  | Невский Парклесхоз | деревня                | ↘52 (2017)     |
| 7  | Новосаратовка      | деревня                | ↘539 (2017)    |
| 8  | Оранжерейка        | деревня                | ↘19 (2017)     |
| 9  | Островки           | деревня                | ↘71 (2017)     |
| 10 | Рабочий            | посёлок                | ↘3 (2017)      |

28 декабря 2004 года в связи с отсутствием жителей областным законом № 120-оз была упразднена деревня Самарка.

## Местное самоуправление
Глава поселения — Нехвядович Эдуард Антонович. Глава администрации — Тулаев Вадим Иванович. Телефоны администрации: 8 (81370) 77-290, 77-490.

## Экономика
На территории муниципального образования работают: ЗАО «Племзавод „Приневское“», заводы «Эталон», «ЛенСпецСМУ» и «Невский керамический завод», чаеразвесочная фабрика «Невские пороги».